# Alter Malstatter Friedhof

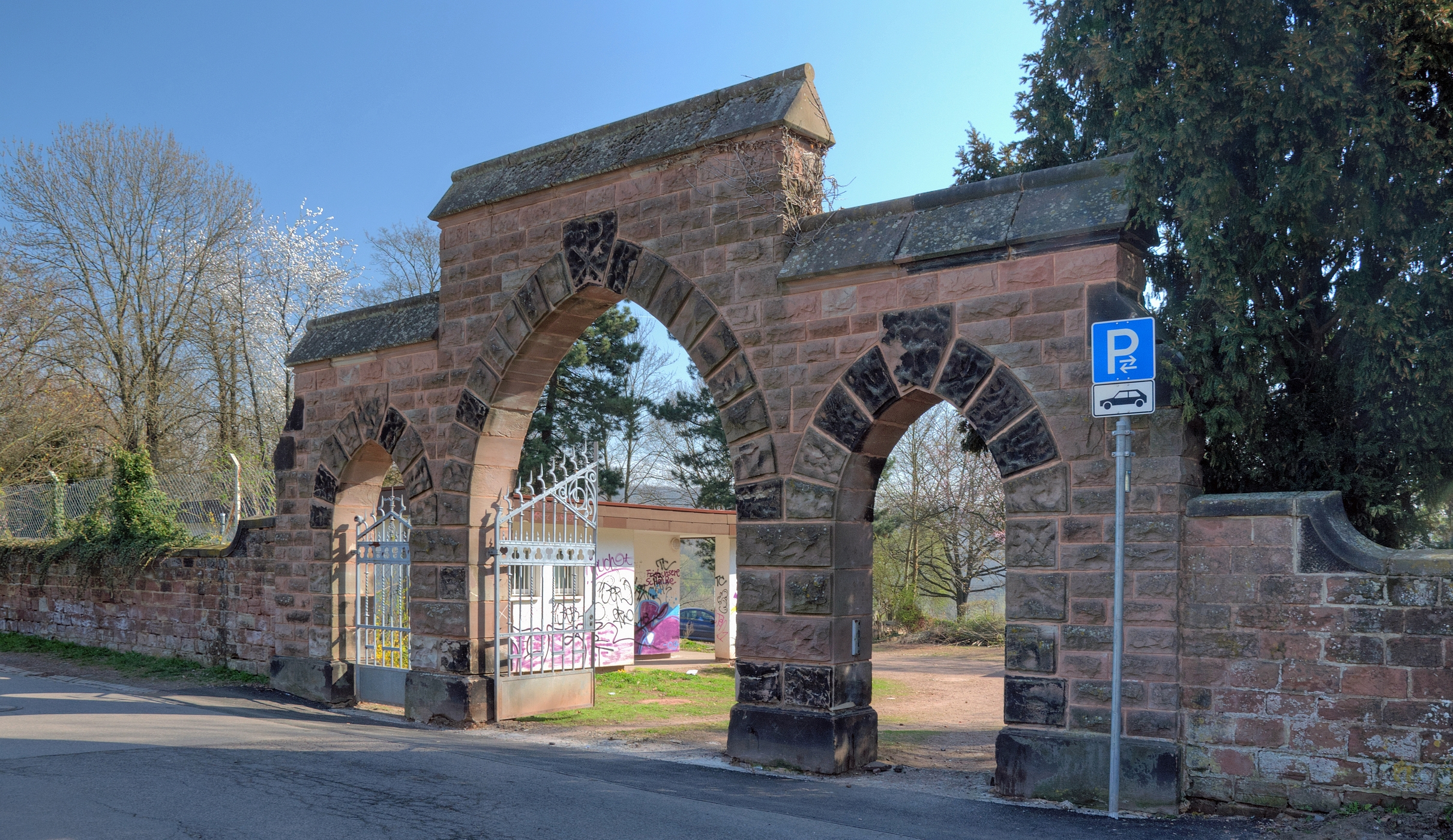
Hauptportal

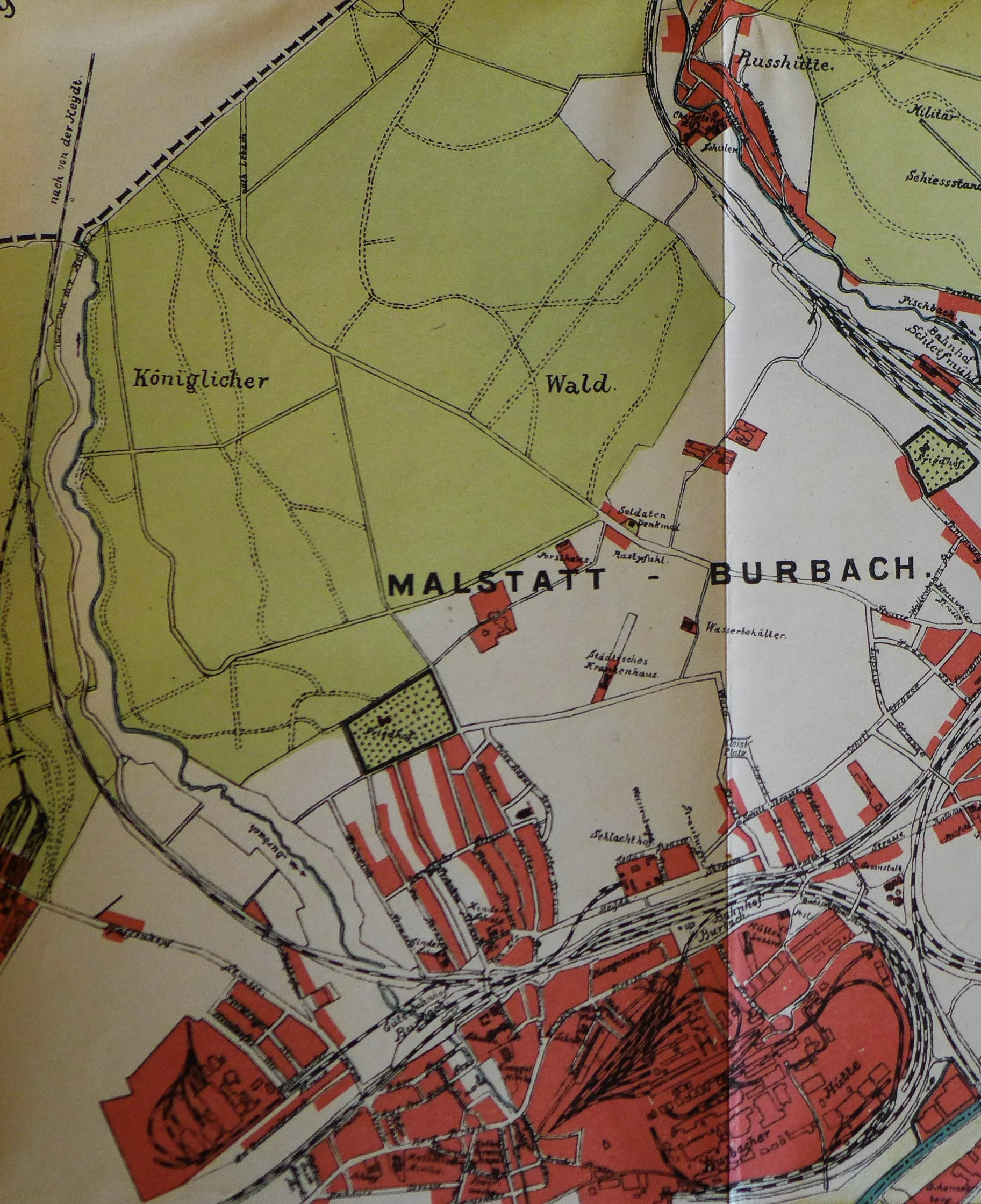
Der Alte Malstatter Friedhof zu Beginn des 20. Jahrhunderts, Bildrand rechts; etwas links der Bildmitte der Burbacher Waldfriedhof

Der Alte Malstatter Friedhof am Jenneweg war von 1880 bis 1912 der Friedhof des Saarbrücker Stadtteils Malstatt. Obwohl er seit 1994 als denkmalgeschütztes Ensemble eingestuft ist, verfällt er fortschreitend und ist zudem stark Umwelteinflüssen und Vandalismus unterworfen, weil weder von Seiten der Stadt Saarbrücken noch angehörigenseits Grabpflege betrieben wird. Heute dürften keine Nutzungsrechte mehr vorliegen, 1995 waren es noch fünf. Die beiden Ehrengräber des Malstatt-Burbacher Bürgermeisters Wilhelm Meyer (1835–1900) sowie des Kaufmanns Georg Heckel (1839–1899), welcher der Stadtgemeinde reiche Erbschaften zum Bau eines Altersversorgungsamtes hinterließ, werden vom Gartenamt weiterhin gepflegt. Ansonsten ist das Gelände entwidmet.: S. 156

## Geschichte
Mit der Errichtung der Burbacher Hütte in der Mitte der 1850er Jahre und dem damit einhergehenden starken Bevölkerungswachstum schied das Dorf Malstadt-Burbach 1866 aus dem Bürgermeistereiverband Saarbrücken aus. Bereits neun Jahre später erhielt die Landgemeinde Stadtrechte. Die beiden konfessionellen Friedhöfe an der evangelischen und der katholischen Kirche waren bald belegt und rasche Bautätigkeit machte Erweiterungsbestrebungen dieser unmöglich. Auch war es aus gesundheitlichen Überlegungen nicht mehr wünschenswert, innerhalb der engen Bebauung weiterhin Friedhöfe zu betreiben.
1873 gab es von der Gemeindeverwaltung erste Überlegungen, die Friedhöfe in staatliche Obhut zu nehmen und auf konfessionelle Friedhöfe in Zukunft zu verzichten. Der Burbacher Friedhof sollte im Gewann Im Laufert, der Malstatter im Meiersdell angelegt werden. Während die Grundstücksankäufe in Burbach problemlos vonstattengingen, gab es in Malstatt keine Einigung mit den Grundstückseigentümern, die erst mithilfe von Enteignungen zustande kamen. Auch eine unmittelbar anschließend vorgesehene Wegverbreiterung als Zugang erfolgte per Zwangsenteignung. Im Juni 1880 konnten die ersten Grablegungen auf dem neuen Friedhofsgelände vorgenommen werden.
Bereits 1909 war die Vollbelegung des Friedhofes abzusehen. Eine Erweiterung wurde zunächst in Erwägung gezogen, dann aber wegen zu befürchtenden zu hohen Grundwasserstand nicht durchgeführt. Insbesondere Stadtgärtner Eckardt riet von einer Erweiterung ab und schlug stattdessen die gemeinsame Nutzung des Burbacher Waldfriedhofes vor. Trotz heftigem Widerstand gegen die gemeinsame Nutzung des Burbacher Friedhofes wurde die Schließung per Stadtverordneten-Versammlung vom 20. Dezember 1910 beschlossen.
Ein Bericht der Bauverwaltung aus dem Jahre 1930 enthielt Vorschläge zur zukünftigen Nutzung der kleineren Friedhöfe im Stadtgebiet. Danach war auch der Malstatter Friedhof betroffen. Die Friedhöfe sollten „sämtlich mit den Jahren zu den Erholungsflächen hinzukommen. Selbstverständlich nur für Erwachsene als Ausruheplatz, nicht als Spielplatz für die Jugend. Dabei wird es Aufgabe des Stadtgartenamtes sein, mit Geschick und Takt die Gräberfelder umzugestalten.“ Finanzielle Mittel wurden für den Haushalt 1932 eingestellt. Zu diesen Umgestaltungsmaßnahmen gehörte auch der Abbruch der Kapelle und der Leichenhalle. Als Ersatz für die Toiletten wurde neben dem Gärtnerhaus am Haupteingang eine neue Anlage errichtet. Staatliche Metallsammlungen führten 1939 zum vollständigen Entfernungen alter metallerner Grabeinfassungen.

## Anlage
Die Topografie ist durch ausgesprochene Hanglage nach Osten zu den Gleisen der Eisenbahn an der Schleifmühle hin geprägt. Die 3,25 ha große, trapezförmig sich nach Norden verjüngende, parkähnliche Grünfläche stellt heute einen wichtigen Naherholungsraum dar, der durch reichen Baumbestand sowie Hecken, Grasflächen und artenreiche krautige Wildflora geprägt ist. Entlang seiner langen Westgrenze zum Jenneweg hin, von dem aus die beiden einzigen Zugänge möglich sind, ist er durch eine Sandsteinmauer begrenzt, die anderen drei Abschlüsse bilden Zäune. Nach Norden und Süden bilden private Grundstücke die Nachbarschaft, während im Osten ein schmaler Streifen von Eisenbahnerkleingärten den Friedhof zum Rangierbahnhof hin besäumt. Der Haupteingang ist die direkte Verlängerung des Westrichweges und ist aufwändig gestaltet. Diese Toranlage besteht aus drei bossierte Sandsteinbögen, dessen mittlerer Durchgang etwas höher ist. Die Eingänge sind mit schmiedeeisernen Toren versehen. Auch hier ist das mittlere Tor hochwertiger mit rautenförmigen Feldern und Rankenwerk ausgestattet. Eine starke Beschädigung durch eine LKW-Kollision 1990 wurde 1992/93 instand gesetzt.: S. 159

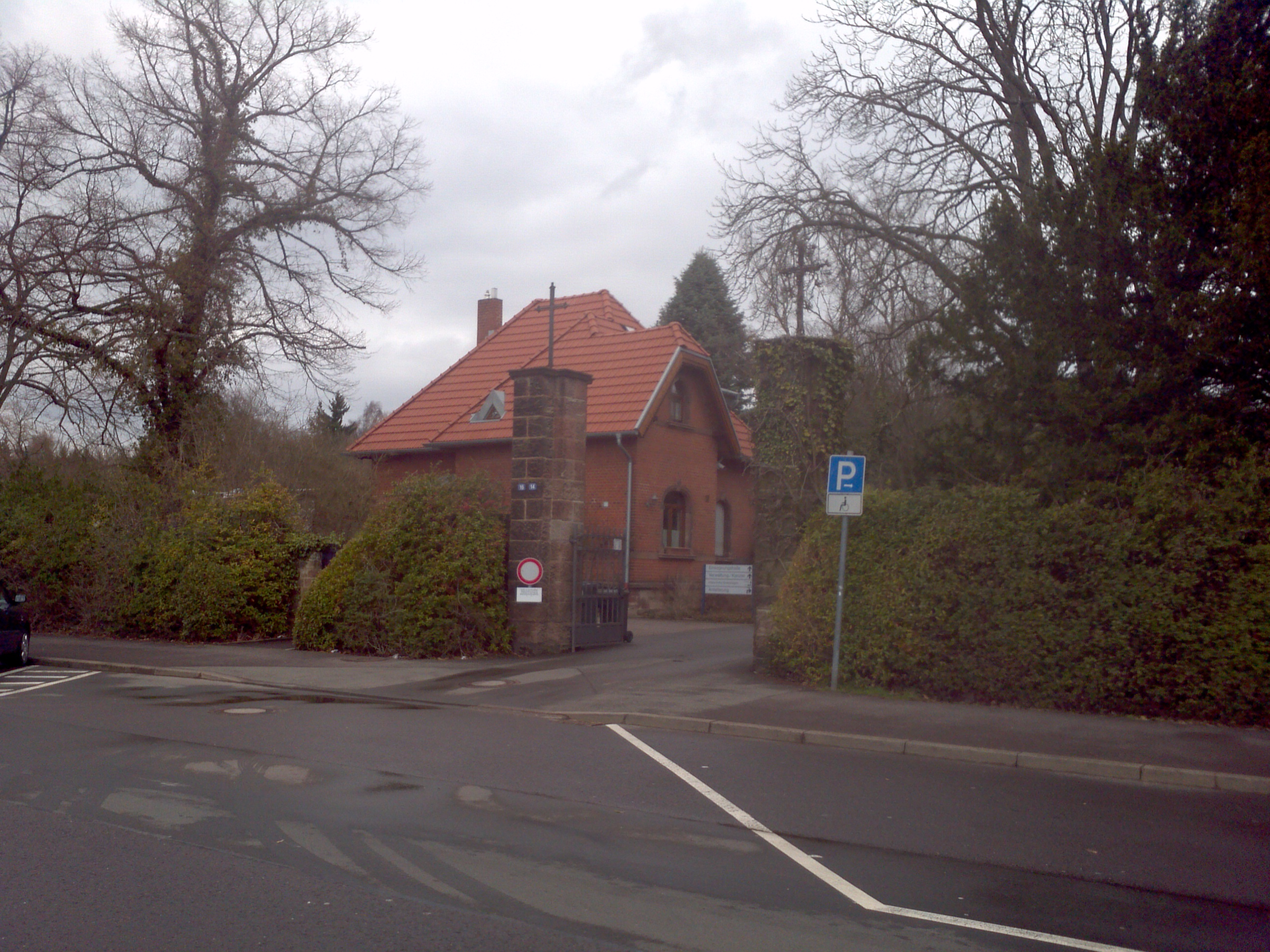
Gärtnerwohnung am Burbacher Waldfriedhof; baugleich zu derjenigen auf dem Malstatter Friedhof

Entlang der Steinmauer befinden sich die Familiengräber sowie das Kriegerdenkmal für die Gefallenen des Deutsch-Französischen Kriegs. Die gesamte Anlage wurde durch einen zentral von Nord nach Süd laufenden Weg erschlossen, in dessen Mitte sich seit 1905 die Leichenhalle befand. Diese war in neogotischer Klinker-Bauweise mit Sandsteinfundament errichtet und besaß hinter der quadratischen Vorhalle einen rechteckigen hallenförmigen Raum mit polygonalem Chor. Die Ecken und Fensterlaibungen waren ebenfalls in Sandstein gehalten. Rechts neben dem Eingang gab es einen kleinen Anbau mit Ärzte- und Obduktionszimmer, einen Raum für die Geistlichen sowie öffentliche Toilettenanlagen, links des Eingangs die Leichenhalle. Dieser Gebäudekomplex wurde zwischen 1911 und 1934 wegen Baufälligkeit abgerissen. Im gleichen Baustil gab es links vom Haupteingang das Gärtnerwohnhaus mit aufwändig gestaltetem Walmdach und profilierten, korbartigen Fenstereinfassungen mit Agraffen und einem an einer Seite vorgezogenen Zwerchhaus mit Krüppelwalmdach. Ein baugleiches, inzwischen aber stark verändertes Gebäude gleicher Zweckbestimmung befindet sich noch am Waldfriedhof Burbach am Eingang Viktor-Tesch-Allee. Die hochbaulichen Planungen dürften Stadtbaumeister Franz Jansen oblegen haben. An Stelle der Gärtnerwohnung steht heute ein L-förmiger Flachbau aus den frühen 1960er Jahren.